# Poix-du-Nord
Poix-du-Nord è un comune francese di 2 070 abitanti situato nel dipartimento del Nord nella regione dell'Alta Francia.

## Società

### Evoluzione demografica
Abitanti censiti